# Шерйон
Шерйон  (швед. Skärjån) — річка у середній Швеції, у лені Євлеборг. Довжина річки становить 55 км, площа басейну  — 329,7 км². 